# Therobia umbrinervis
Therobia umbrinervis là một loài ruồi trong họ Tachinidae.